# René Wolff
René Wolff (Erfurt, 4 aprile 1978) è un ex pistard tedesco.

## Palmarès

### Olimpiadi
- 2 medaglie:
  - 1 oro (Atene 2004 nella velocità a squadre)
  - 1 bronzo (Atene 2004 nella velocità)

### Mondiali
- 5 medaglie:
  - 2 ori (Los Angeles 2005 nella velocità; Stoccarda 2003 nella velocità a squadre)
  - 3 bronzi (Copenaghen 2002 nel kierin; Stoccarda 2003 nella velocità; Los Angeles 2005 nella velocità a squadre)